# Storskråpe
Storskråpe (latin: Ardenna gravis) er en atlantisk stormfugl.